# Masao Učino
Masao Učino (21. duben 1934 – ?2013) byl japonský fotbalista.

## Reprezentace
Masao Učino odehrál 18 reprezentačních utkání. S japonskou reprezentací se zúčastnil letních olympijských her 1956.

## Statistiky
| Japonsko | Japonsko | Japonsko |
| Roky     | Záp.     | Góly     |
| -------- | -------- | -------- |
| 1955     | 4        | 1        |
| 1956     | 3        | 1        |
| 1957     | 0        | 0        |
| 1958     | 1        | 0        |
| 1959     | 4        | 1        |
| 1960     | 1        | 0        |
| 1961     | 2        | 0        |
| 1962     | 3        | 0        |
| Celkem   | 18       | 3        |